# 白沙河 (胶州湾)
白沙河是位于中华人民共和国山东省青岛市胶州湾东岸城区的一条东西向河流。

## 概况
主要在崂山区和城阳区境内，河长33公里，流域面积215平方公里。源于崂山最高峰“巨峰”北麓的“天乙泉”。一路流经崂山名景“潮音瀑”、“九水”，中游有三水水库及崂山水库，在西后楼注入胶州湾。河床含石英砂，下游段地下水丰富，水质优良，1919年建白沙河水源地，是青岛市市区的主要也是最早的供水源地之一，多年平均向市区供水6028万立方米。